# Jesse Vassallo
Jesús David Vassallo Anadón, detto Jesse (Ponce, 9 agosto 1961), è un ex nuotatore portoricano, vincitore di due medaglie d'oro ed una d'argento ai mondiali di nuoto a Berlino 1978.
L'anno dopo le vittorie mondiali partecipò ai VIII Giochi panamericani che si svolgevano nella natia Porto Rico, vincendo altri due ori e un argento nelle sue gare preferite, ossia i 200 m dorso e i 200 e 400 m misti.
Non poté partecipare alle Olimpiadi di Mosca, a causa del boicottaggio degli Stati Uniti, quando era il primatista del mondo delle due distanze dei misti e, nello stesso periodo dei Giochi olimpici, fece registrare in una competizione negli Stati Uniti, tempi migliori dei vincitori di Mosca. Ha partecipato per gli Stati Uniti anche alle Olimpiadi di Los Angeles del 1984, terminando quarto nei 400 m misti.
Nel 1997, divenne il primo nuotatore portoricano introdotto nella International Swimming Hall of Fame. Dal 2004 al 2009 è stato presidente della Federazione Portoricana di nuoto (Federación Puertorriqueña de Natación).

## Riconoscimenti
- World Swimmer of the Year: 1978